# Jordi Masip
Jordi Masip i López (Sabadell, 3 januari 1989) is een Spaans voetballer die dienstdoet als doelman. Hij verruide medio 2017 FC Barcelona voor Real Valladolid.

## Clubcarrière
In 2004 kwam Masip vanaf Mercantil bij de jeugdopleiding van FC Barcelona. Met de Juvenil A, het hoogste jeugdelftal van de club, was hij in 2008 verliezend finalist in de Copa del Rey Juvenil tegen Sevilla FC. Het seizoen 2008/2009 speelde Masip op huurbasis bij UE Vilajuïga in de Tercera División. In 2009 werd hij de derde doelman van Barça Atlètic achter Rubén Miño en Oier Olazábal. Masip debuteerde in december 2009 tegen Valencia CF Mestalla in de Segunda División B. In 2014 kwam hij bij het eerste elftal.

## Statistieken
| Seizoen         | Club            | Competitie               | Competitie | Competitie | Beker | Beker | Supercup | Supercup | Europa | Europa | Totaal | Totaal |
| Seizoen         | Club            | Competitie               | Wed.       | Dlp.       | Wed.  | Dlp.  | Wed.     | Dlp.     | Wed.   | Dlp.   | Wed.   | Dlp.   |
| --------------- | --------------- | ------------------------ | ---------- | ---------- | ----- | ----- | -------- | -------- | ------ | ------ | ------ | ------ |
| 2008-2009       | → UE Vilajuïga  | Tercera División Grupo 5 | 24         | 0          | 0     | 0     | —        | —        | —      | —      | 24     | 0      |
| 2009-2010       | Barça Atlètic   | Segunda División B       | 3          | 0          | 0     | 0     | —        | —        | —      | —      | 3      | 0      |
| 2010-2011       | FC Barcelona B  | Segunda División A       | 12         | 0          | 0     | 0     | —        | —        | —      | —      | 12     | 0      |
| 2011-2012       | FC Barcelona B  | Segunda División A       | 9          | 0          | 0     | 0     | —        | —        | —      | —      | 9      | 0      |
| 2012-2013       | FC Barcelona B  | Segunda División A       | 21         | 0          | 0     | 0     | —        | —        | —      | —      | 21     | 0      |
| 2013-2014       | FC Barcelona B  | Segunda División A       | 34         | 0          | 0     | 0     | —        | —        | —      | —      | 34     | 0      |
| 2014-2015       | FC Barcelona    | Primera División         | 1          | 0          | 1     | 0     | 0        | 0        | 0      | 0      | 2      | 0      |
| 2015-2016       | FC Barcelona    | Primera División         | 0          | 0          | 2     | 0     | 0        | 0        | 0      | 0      | 2      | 0      |
| 2016-2017       | FC Barcelona    | Primera División         | 0          | 0          | 0     | 0     | 0        | 0        | 0      | 0      | 0      | 0      |
| Carrière totaal | Carrière totaal | Carrière totaal          | 104        | 0          | 3     | 0     | 0        | 0        | 0      | 0      | 107    | 0      |

## Erelijst
| Competitie                             |              |                           |              |              |
| Competitie                             | Aantal       | Jaren                     |              |              |
| FC Barcelona                           | FC Barcelona | FC Barcelona              | FC Barcelona | FC Barcelona |
| -------------------------------------- | ------------ | ------------------------- | ------------ | ------------ |
| Mondiaal                               |              |                           |              |              |
| Wereldkampioenschap voetbal voor clubs | 1x           | 2015                      |              |              |
| Internationaal                         |              |                           |              |              |
| UEFA Champions League                  | 1x           | 2014/15                   |              |              |
| UEFA Super Cup                         | 1x           | 2015                      |              |              |
| Nationaal                              |              |                           |              |              |
| Kampioen Primera División              | 1x           | 2014/15                   |              |              |
| Copa del Rey                           | 3x           | 2014/15, 2015/16, 2016/17 |              |              |
| Supercopa                              | 1x           | 2016                      |              |              |